# Alessandro Arcangeli
Alessandro Arcangeli (Roma, Itàlia, 1871 - Chicago, EUA, 1918) fou un baríton italià destacat per la seva refinada veu i la seva combinació de cant i actuació. La major part de la seua vida, excepte actuacions concretes que resten documentades sobretot al continent americà i a la seva Itàlia nadiua, roman força desconeguda.
Probablement va debutar el 1893 i durant aquella època va cantar eminentment a Amèrica, en ciutats tals com Belém i Rio de Janeiro (Brasil), Buenos Aires i Santa Fe (Argentina). També ho feu, a partir de la segona meitat de la dècada de 1890 i fins ben entrat el decenni del 1900, en les ciutats italianes de Torí, Florència, Carpi, Roma, Gènova o Parma (entre d'altres), així com a Madrid. El gener de 1901, després de la mort de Giuseppe Verdi, Arcangeli formà part, amb un elenc d'altres tenors, solistes, sopranos, un baix i un altre baríton, del seu memorial —conduït per Arturo Toscanini a la Scala de Milà (Itàlia) amb diversos dels extractes de set de les òperes més reconegudes del compositor difunt. Mesos després, va cantar a la temporada 1901-1902 del Gran Teatre del Liceu de Barcelona.
Sembla que anys més tard, d'ençà de 1907, ja només va aparèixer en diferents teatres d'òpera estatunidencs amb un èxit prou celebrat a la premsa novaiorquesa de San Francisco. Un d'ells fou Tosca, de Giacomo Puccini, en què Arcangeli hi interpretà el paper de Scarpia. De fet, sembla que el mateix Puccini li tingué molta estima i el considerà un dels màxims intèrprets de les seves òperes. No se'n coneix més informació fins a la data de la seva mort l'any 1918.